# University of Arkansas at Little Rock

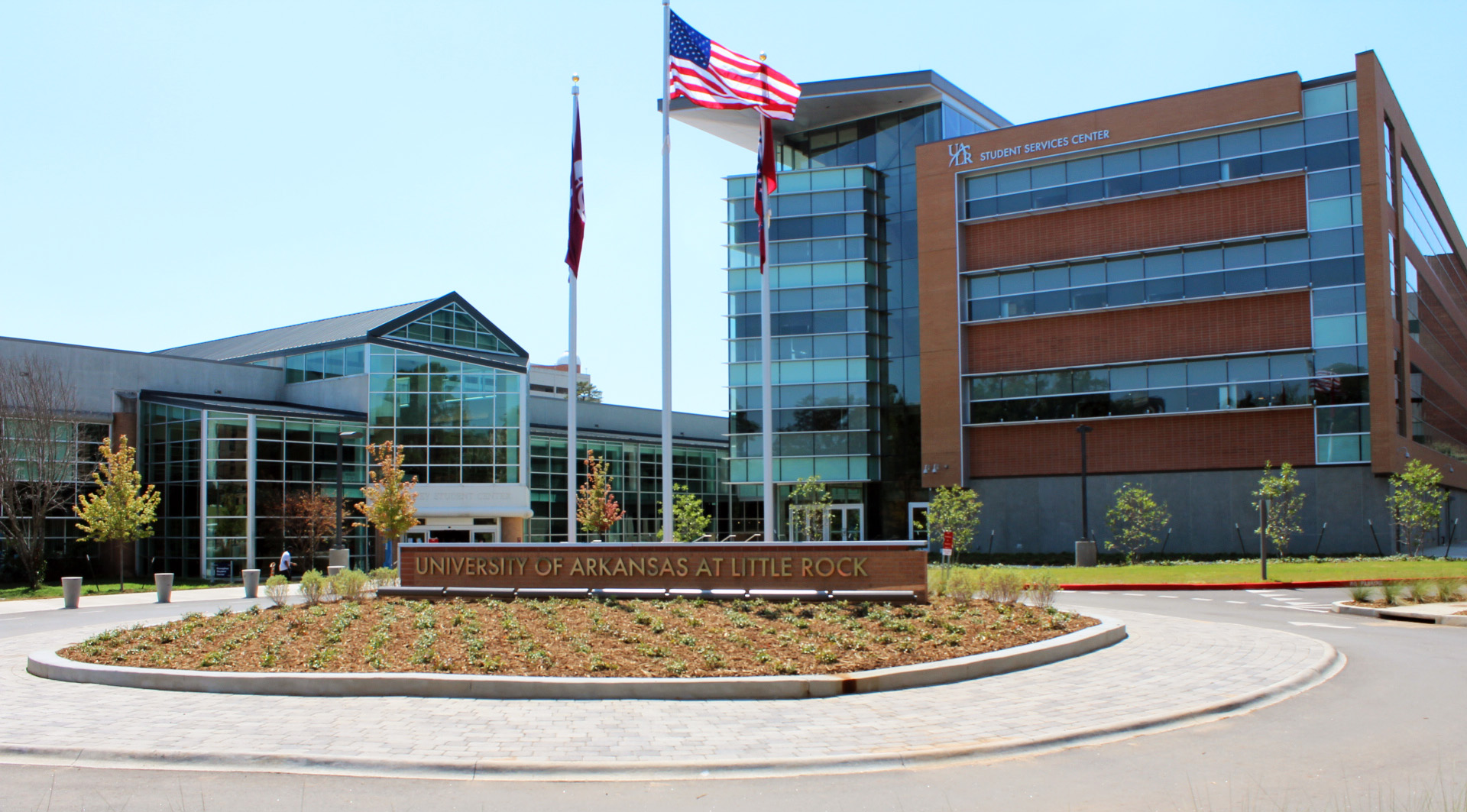
Das Student Services Center building

Die University of Arkansas at Little Rock (auch UALR genannt) ist eine staatliche Universität in Little Rock in der Mitte des US-Bundesstaates Arkansas. Die Universität ist mit 12.000 Studenten die zweitgrößte öffentliche Hochschule in Arkansas nach der University of Arkansas, Fayetteville. Seit 1969 ist sie Teil des University of Arkansas System. Die Universität ist besonders für ihre Forschung und Lehre in der Informationstechnologie sowie für ihre juristische Fakultät bekannt. 

## Geschichte
Die Universität wurde 1927 als Little Rock Junior College gegründet und wurde 1957 in die Little Rock University umgewandelt. Im Jahr 1969 wurde sie unter ihrem heutigen Namen Teil des University of Arkansas System. 

## Sport

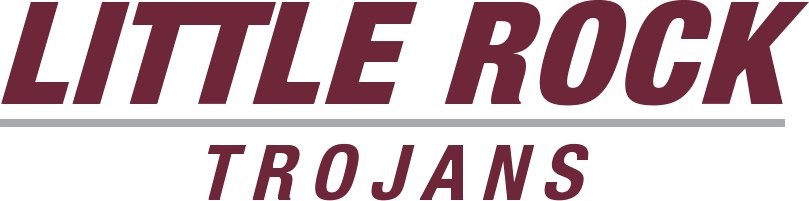

Die Sportmannschaften der UALR sind die Little Rock Trojans. Die Universität ist Mitglied der Ohio Valley Conference.

## Berühmte Absolventen
- Mike Ross: Amerikanischer Politiker und Kongressabgeordneter
- Derek Fisher: Basketballspieler, 5facher Meister der NBA mit den Los Angeles Lakers